# Sine Mora
Sine Mora (з лат. Без затримки) — відеогра жанру shoot 'em up, розроблена Digital Reality та Grasshopper Manufacture для Xbox 360, Microsoft Windows, PlayStation 3, PlayStation Vita, iOS і Android. Гра виконана в 2,5-D графіці, тобто, використовує тривимірну графіку, але сам ігровий процес відбувається в площині. За стилем Sine Mora належить до дизельпанку і має похмуру атмосферу, попри яскраве оформлення і персонажів-звірів.

## Ігровий процес

Літак гравця (червоний) в повітряному бою

Гравець керує літаком, який рухається у вертикальній площині та бореться з численними ворогами. Перед початком рівня повідомляється за якого пілота доведеться грати і специфікацію його літака. Гра не надає шкали здоров'я/міцності персонажа, замість неї введена концепція часу, що залишається до вибуху літака і постійно зменшується, особливо після ворожих влучань. За знищення ворогів і підбирання бонусів навпаки — додається. Крім того самим перебігом часу можна керувати, за потреби сповільнюючи його плин, що дозволяє уникати влучань і зіткнень.
На рівнях зустрічаються різнокольорові сфери, що при збиранні їх дають корисні можливості. Червона сфера посилює основну зброю, максимум до 9 рівня. Синя сфера заповнює смужку уповільнення часу. Помаранчева сфера додає кілька секунд до таймера. Фіолетова сфера дає другий шанс при вичерпанні часу — ще кілька секунд. Зелена сфера дає заряд альтернативної зброї. Бірюзова сфера — енергетичний щит.
У грі є два основні режими: «Історія» (англ. Story) і «Аркадний» (англ. Arcade). Режим «Історії» показує повний сюжет з відеовставками і діалогами. «Аркадний» — просто проходження вже відкритих в «Історії» рівнів, де можна вибрати будь-якого пілота і літак. Тут є вибір з кількох спеціальних можливостей, крім сповільнення часу наявні «прокрутка» його назад і тимчасова невразливість. Є кілька рівнів складності, але в режимі «Історії» доступно тільки «Нормальний» (англ. Normal) і «Виклик» (англ. Challenging). Тільки на «Виклику» можливо отримати «справжній» фінал. В аркадному додаються «Важкий» (англ. Hard) і «Неможливий» (англ. Insane) рівні складності. Додаткові режими — це «Штурм заліку» (англ. Score Attack) і «Тренування на босі» (англ. Boss Training), які дозволяють тренуватися на будь-якій складності. Після проходження «Історії» стає доступною енциклопедія світу гри.
Озвучення діалогів виконане угорською мовою. Прослідковуються слов'янські назви босів: Kolobok, Matoushka і Papa Carlo.

## Сюжет
Події гри обертаються навколо «Вічної війни» між Імперією Лайл та народом Енкі, представники якого вміють переміщуватися в часі. Дія відбувається на планеті Сеол, подібній до Землі, але з нестійкою корою, тому її географія швидко змінюється. Для протидії владі Енкі над часом Імперія створила «Проєкт» — машину, здатну змінювати історію. Ця перевага дозволила Імперії прорватися крізь оборону та здобути перемогу.
Sine Mora має дві паралельні сюжетні лінії: Ронотри Косса, котрий мстить Імперії за страту сина, який відмовився скидати бомбу на столицю Енкі, і самих Енкі, які борються з Імперією. Деякі рівні гри є тими самими місцями в різних епохах.
В хронологічному порядку хід подій такий: Ронотра Косс, який колись воював разом з сином Аргусом Пітелом, і в бою втратив ноги (1284-й цикл; рівень 4A), оплакує смерть сина, пілота імперського бомбардувальника «Кобальтового короля», вбитого другим пілотом за відмову скинути ядерну бомбу на столицю Енкі (1317-й цикл; пролог і фінал рівня 5B). Він змушує працювати на себе Міріан Магусу, шантажуючи її (1380-й цикл; рівень 2А). Ронотра сідає в літак, вислідковує всіх причетних до вбивства сина і систематично вбиває, заодно розстрілявши підводну в'язницю, куди стрілець «Кобальтового короля» був кинутий за зґвалтування Міріан (1380-й цикл; рівень 2B). Пізніше він розшукує і перепрограмовує робота Гарая 74/22876 (1405-й цикл; рівень 4B). Ронотра посилає Міріан та Гарая 74/22876 в минуле, щоб ті відвернули атомне бомбардування, та план провалюється через затримку в битві з оборонною станцією (1317-й цикл; рівень 5А і 5B).
Паралельно повстанці з народу Енкі під проводом Акіти Дріад здійснюють партизанські напади на Імперію в минулому. Пілот Ду́рак очолює атаку на військовий завод під землею (102-й цикл; рівень 1А) і, проникнувши в минуле, закладає там бомби, жертвуючи собою (22-й цикл; рівень 3А і 3B). Лінт Йто вирушає з завданням у столицю Імперії, де святкують перемогу, в «Цикл Нуль» (рівень 6B).
Ронотра Косс, нарешті досягнувши міста Тіра, столиці Імперії, знищує частину його військової сили, зрештою стикаючись з фортецею Домус, якою командує офіцер, котрий насправді і вбив Аргуса. Тут виявляється, що фортецею командує сам Аргус, смерть і відмова виконати наказ якого були вигадкою аби убезпечити його від гніву прихильників Енкі. Аргус змушений вбити свого батька, в останній момент впізнавши його літак і зрозумівши, хто був нападником (1517-й цикл, рівень 6А).
Акіта та Лінт Йто атакують столицю і долітають до Сіріада, де повинні міститися полонені. Там Акіта виявляє, що два мільйони вцілілих Енкі і є рушійною силою «Проєкту». Подолавши охоронця «Проєкту» Офана, Акіта знищує машину, що разом з тим вбиває останніх з Енкі і цим припиняє маніпуляції часом («Цикл Нуль»; рівень 7, епілог).
У «справжньому» закінченні Аргус приєднується до фінальної битви, попереджає Акіту, що та своїми діями вб'є залишки свого народу, і, знаючи, що вона вагітна, відправляє її на 4500 циклів у минуле. Там вона засновує народ Енкі, чим замикає коло історії.

## Оцінки і відгуки
| Агрегатор    | Оцінка |
| ------------ | ------ |
| GameRankings | 84.05% |
| Metacritic   | 83/100 |

| Видання        | Оцінка |
| -------------- | ------ |
| GamesRadar+    | 7/10   |
| IGN            | 9/10   |
| Joystiq        | [ 7 ]  |
| VideoGamer.com | 8/10   |

Sine Mora отримала загальне схвалення критиків, зібравши середню оцінку 84,05 % на агрегаторі GameRankings, і 83/100 на Metacritic. Найвищу оцінку, 95 %, дав Кріс Картер з «Gamer Limit», найнижчою стала 60 % від Gameblog.Fr і Саймона Кампанелло з Eurogamer Швеції.
Даймон Гетфілд з IGN відзначив різноманітність ігрових режимів, зокрема «Тренування на босі», який є випробуванням для найбільш вправних гравців. Річард Мітчелл з Joystiq похвалив загальну механіку, засновану на плині часу. Він написав, що це надає гравцям «новий поворот в старій формулі». На GamesRadar Стерлінг МакГарві зазначив, що при складності ігровий процес залишається досить веселим. Також похвалу отримали загальний геймплей і кінематографічні ракурси під час боїв з босами. На сайті VideoGamer.com Сінан Куба також похвалив бої з босами, а крім того різноманітність атак і 3D-вставки в перебізі гри.
Український сайт Opengamer визначив, в огляді Андрія Коваля, дав висновок про Sine Mora: «Загалом вийшла чудова казуальна забавка з гарним дизайном та приємним геймплеєм». З позитивних сторін гри відзначалися дизайн рівнів і швидкий ігровий процес та концепція спливання часу. З недоліків називалися місцями низькополігональна графіка і висока контрастність зображення, за якої губляться його деталі.

## Перевидання
8 серпня 2017 THQ випустили перевидання гри під назвою Sine Mora EX для Microsoft Windows, PlayStation 4, Nintendo Switch і Xbox One. Перевидання відрізняється підтримкою екранів зі співвідношенням сторін 16:9 (в оригіналі 16:10), англійським озвучуванням, кооперативом на двох гравців у режимі «Історії», трьома додатковими режимами з особливими правилами, а також додатковими рівнями та покращеною графікою. Версії для Microsoft Windows і Xbox One X та PlayStation 4 Pro підтримують роздільність екрана 4K за частоти 60 кадрів на секунду.